# Taeniaptera albitarsis
Taeniaptera albitarsis är en tvåvingeart som beskrevs av Günther Enderlein 1922. Taeniaptera albitarsis ingår i släktet Taeniaptera och familjen skridflugor. Inga underarter finns listade i Catalogue of Life.